# 에릭 무삼바니
에릭 무삼바니 말롱가(Eric Moussambani Malonga, 1978년 5월 31일 ~ )는 적도 기니의 전 수영 선수이다. 

## 선수 경력
2000년 하계 올림픽에 출전해 100m 자유형 예선에서 올림픽 역사상 가장 느린 1분 52초 72의 기록을 세웠는데 비록 제대로 된 훈련을 받지 못했고 국제 규격의 수영장을 보지도 못했지만 포기하지 않고 완주하는 모습에 많은 관중들로부터 박수 갈채를 받았고 뱀장어 에릭(Eric the Eel)이라는 별명을 얻는 등 세계적으로 유명해졌다.
그리고 2004년 하계 올림픽에도 출전할 예정이었지만 적도 기니의 담당 공무원이 대회 직전 여권 사진을 분실한 바람에 아쉽게도 출전이 이뤄지지 못했다.